# 围夹岛
21°34′6″N 112°47′54″E / 21.56833°N 112.79833°E
围夹岛，隶属中国江门台山市上川镇，位于上川岛南方。岛上建有灯塔。
围夹岛周边海产丰富，建有大量网箱养殖和人工鱼礁。
1996年，中国政府发布关于领海范围的声明，围夹岛是中国领海基点之一。